# Virginio Mazzelli
Virginio Mazzelli (Reggio Emilia, 1º ottobre 1865 – Reggio Emilia, 14 settembre 1931) è stato un bibliotecario e scrittore italiano, nonno materno dell'attore Romolo Valli e suocero del politico Giovanni Dall'Orto.

## Biografia
Nato nel 1865, da Pasquale ed Anna Rossi, è fin da giovane appassionato di studi, ricerche ed attività letterarie. Dopo la licenza liceale classica prosegue gli studi di paleografia presso la Scuola di Bibliografia Pratica dell'Istituto Carlo Cattaneo di Milano. Nel 1891 inizia a lavorare a Milano alla Biblioteca Nazionale Braidense, sotto la guida di Giuseppe Fumagalli. Nel 1893 sposa Alberta Cattani, da cui avrà sei figli, fra cui Matilde, madre di Romolo Valli, e Gina, moglie di Giovanni Dall'Orto.
Tornato a Reggio Emilia nel 1895, dal gennaio 1896 è nominato vice-bibliotecario della Biblioteca Municipale, di cui diviene direttore nel 1902, incarico che conserverà fino alla morte nel 1931.
Tipico intellettuale dei primi decenni del '900, ebbe rapporti di stima e di amicizia con i principali uomini di cultura della città, fra cui Naborre Campanini, Giovanni Zibordi ed Arturo Bellelli. Roberto Marcuccio, lo ricorda così: "Un uomo che 'non volle essere illustre', ma che proprio a causa di ciò lasciò non pochi segni della sua opera assidua e laboriosa e del suo particolarissimo ed inconfondibile profilo umano". 
Il comune di Reggio Emilia gli ha intestato una strada in località Gavasseto.
Suoi scritti sono stati raccolti nel volume "Prose e poesie scelte", pubblicato a cura degli amici nel 1931. Riletti oggi, appaiono stilisticamente datati; ma il suo spirito auto-ironico ancora traspare da questo sonetto giovanile (1885):